# Redding, Connecticut
Redding är en kommun (town) i Fairfield County, Connecticut, USA med 8 270 invånare (2000).